# Родоський пішохідний міст
Родоський пішохідний міст — давньогрецький арковий міст у місті Родос, Греція. Будівництво, якого датується 4 століттям до нашої ери або раннім елліністичним періодом. Скромна споруда, яка являє собою найдавніший відомий грецький міст з аркою, складений з пористого вапнякового каменю вузорної форми.

## Будівництво та розташування
Родоський пішохідний міст був розкопаний у 1966—67 роках. Поблизу східної гавані міста Родос, затоки Акандія. Там штучний канал глибиною 2,15 м проходив паралельно старовинним міським стінам, перетинався широкою в 11 м вулицею. Бічні стінки каналу були виконані щонайменше з чотирьох шарів пористих вапнякових блоків, такий же матеріал також використовувався для арки мосту.
Канал перетинається широкою 8-ми метровою аркою з каменів клиноподібної форми, яка служила мостом. Вигнутий отвір має проміжок 2,8 м, який рівняється ширині каналу. Напрочуд низький підйом, у відношенні 1 до 3–4, надає йому вигляд сегментальної або навіть багатоцентрової арки, що є єдиним відомим прикладом у грецькій архітектурі.
Твердження, що даний пішохідний міст є єдиним склепінчатим мостом у давньогрецькій архітектурі, є дискусійним, бо існують свідчення щонайменше про три грецьких мости аркової форми доримського періоду.